# Disharmonikerna

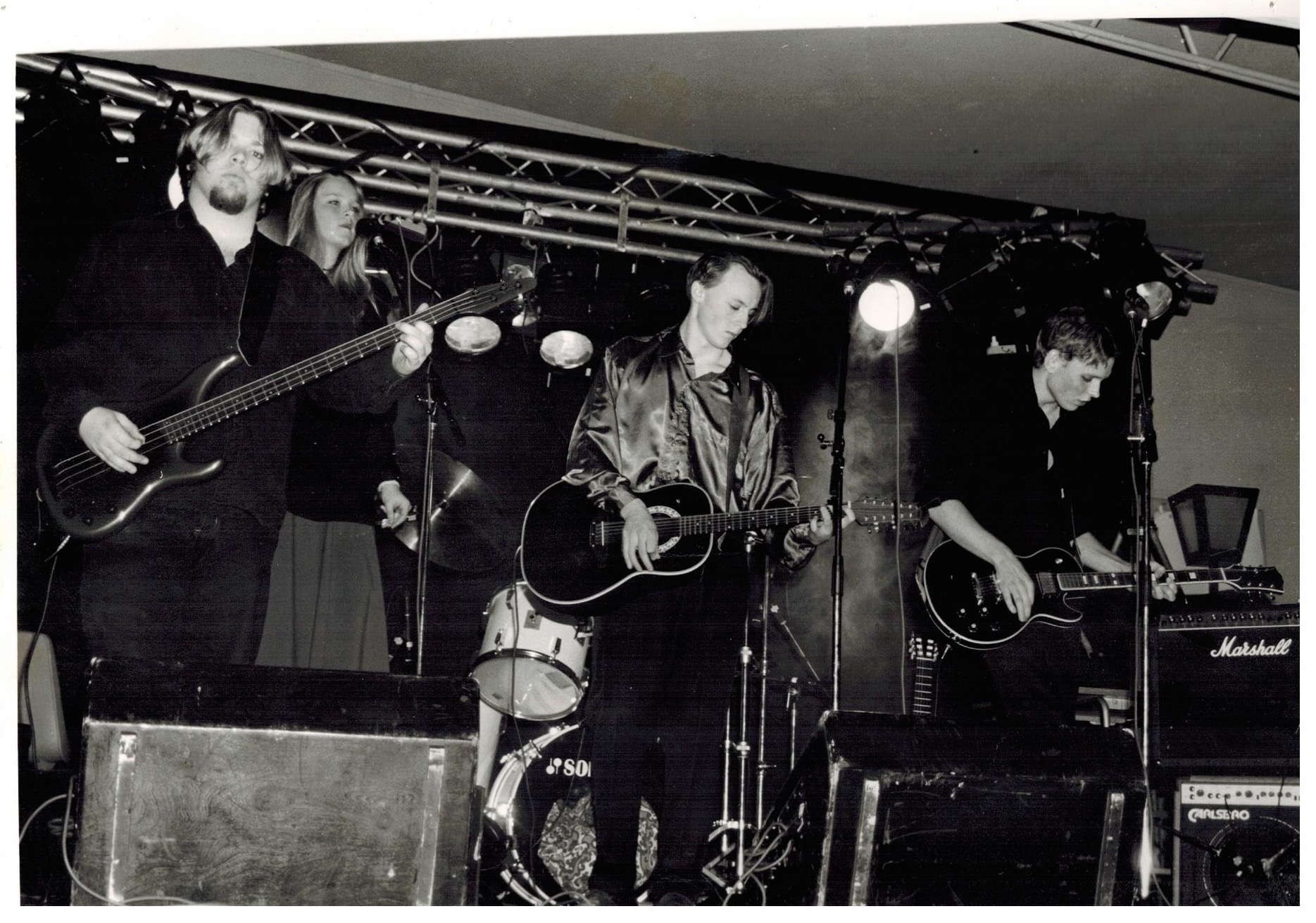
Disharmonikerna i mars 1993

Disharmonikerna är ett svenskt rockband från Trollhättan som bildades i oktober 1991 och existerade fram till januari 1996. Bandet återförenades 2018. Disharmonikerna bildades hösten 1991 under projektnamnet Novemberdynastin, ur resterna av Syndens maskerad (med Johan Lindblom (Cirkus Miramar) på sång), av Urban Hane (sång), Kristian Petrov (elgitarr) och Ken Höög (bas). En handfull musikkritiker spådde Disharmonikerna en lysande framtid, som nästa svensksjungande popband att slå igenom på den nationella scenen, 
men efter en misslyckad videoinspelning i december 1995 beslöt bandmedlemmarna att gå skilda vägar.

## Musikstil
Disharmonikerna spelade redan i början av 90-talet en melodiös, syntinfluerad alternativrock med poetiskt kraftfulla texter på svenska. Gitarrerna användes som om de var en keyboard, vilket tillsammans med trummaskin, monotona basgångar och folkmusikinslag gav bandet ett speciellt sound. Även om de var ganska fåtaliga var det de vemodiga folkmusikreferenserna som mest verkade uppskattas av recensenterna. Med en civilisationskritisk och anti-teknokratisk underton ville Disharmonikerna med hjälp av orden på modersmålet förstora upp vardagshändelser till livsavgörande ögonblick samtidigt som harmonierna och slingorna gestaltade de olika sinnesstämningarna.

## Influenser
I Disharmonikernas låtar märks inspiration från olika genrer som postpunk, New Wave, Goth, New romantic, Krautrock och folkmusik, men även från intriger och scener i filmer som Processen (1962), Alphaville (1965) och Till världens ände (1991). Disharmonikerna var ökända för att repa sällan och menade att deras musik föddes i andra sammanhang än replokalen. Låtarna, med musiken som utgångspunkt, var mer idé- och intrycksbaserade än frukten av jammande.

## Sättning
Disharmonikerna var under större delen av sin karriär en trio, bestående av originalmedlemmarna Urban Hane, Kristian Petrov och Ken Höög, men hade periodvis en fjärde medlem i form av Malin Lindh, körsång; Marc Durhoff, keyboard; och Lars Olsson (Androgyn hämnd, Issus barn), keyboard. Därutöver samarbetade man vid några tillfällen med Anna Hansson (Glassfabriken) och Jonas Göransson (Dead Eyes Open). Hane var huvudsaklig textförfattare medan Petrov skrev merparten av musiken. Arrangemangen gjordes tillsammans med Höög som även skrev musik till några av låtarna.
Dagens (2018–) återförenade band består av de tre originalmedlemmarna.

## Karriär
Disharmonikerna fick aldrig något kommersiellt genombrott och förblev mer eller mindre okända utanför Västsverige, även om låten ”Gloria och svart kostym” rönte viss uppmärksamhet inom spridda kretsar med intresse för undergroundmusik. Bandet var på 90-talet aktivt på livescenen i Västsverige och medverkade mestadels i lokala medier, med några få undantag så som en intervju i radio P4 där även låten ”Ryska cigaretter” spelades. Samma låt hade 1992 uppmärksammats i Trollhättan då den under tre månader var listetta i lokalradion.
Disharmonikerna bildades 1991, men Höög och Petrov hade spelat ihop tidigare i punkbandet Katastrof, 1988–1989. I början av 1996 upplöstes bandet men 2016 fick bandmedlemmarna en förfrågan om att medverka i en musikdokumentär. Under arbetet med att gå igenom sin gamla katalog föddes idén om att spela in nytt material. I samband med inspelningen bestämde man att Disharmonikerna skulle återförenas, vilket blev verklighet i augusti 2018.
Den första låt som släppts efter återföreningen heter "Återkomsten". Med comeback-låten "Återkomsten" blev Disharmonikerna vinnare av Parallell Mello 2019, en musiktävling som anordnas av skivbolaget Lingonberry Records.

## Mottagande
Disharmonikerna hade en hängiven fan-skara i framförallt Trollhättan och Vänersborg,
 och fick vid upprepade tillfällen positiva recensioner, men blev aldrig brett omfamnade. Texterna uppfattades som pretentiösa och provokativa av somliga, och sminkningen och den ibland extravaganta klädseln bidrog till en delvis kontroversiell image inom det lokala kulturlivet.

## Medlemmar
- Urban Hane, sång, akustisk (tolvsträngad) gitarr, trummaskin (1991–1996, 2018–)
- Kristian Petrov, elgitarr, körsång, keyboard (1991–1996, 2018–)
- Ken Höög, bas (1991–1996, 2018–)
- Malin Lindh, körsång (sep 1992–mars 1993)
- Marc Durhoff, keyboard (maj 1993–dec 1993)
- Lars Olsson, keyboard (jan 1995–okt 1995)

## Diskografi
- Guldkorn i vägens gråa damm (”Rött och svart”, ”Ryska cigaretter”, ”Mascara”), samlings-CD, 1992
- Enfants Terribles (”Gloria och svart kostym”), samlings-LP, 1992
- Nattens profitörer (”Nya världen”, ”En partyängels sakrament”, ”Här kommer han igen”, ”Döende nihilisten”, ”Under kontroll”, ”Den upplysta världen”, ”Cancer och kanoner”, ”Maskeraden”), album, 1994
- För nära solen ("För nära solen", "Återkomsten"), singel, 2019